# Die Höhle von Eppendorf – Das legendäre Onkel Pö
Die Höhle von Eppendorf – Das legendäre Onkel Pö ist ein Dokumentarfilm von Oliver Schwabe.
Der Film erzählt die Geschichte der Hamburger Musikkneipe Onkel Pö, die während ihrer 15-jährigen Geschichte Musiker aus der ganzen Welt anzog und für manch einen das Sprungbrett zum Erfolg wurde. Silvester 1985/86 wurde der Club für immer geschlossen. Der Film greift Geschichten von Udo Lindenberg, Olli Dittrich oder Otto Waalkes auf, lässt aber natürlich auch Stars wie Dexter Gordon, Al Jarreau oder U2 nicht unerwähnt. Die Geschichten und Interviews mit z. B. Al Jarreau, Inga Rumpf oder Paul Pötsch von Trümmer werden durch mannigfaltiges Archivmaterial ergänzt.

## Festivals
- 2016 Nordische Filmtage Lübeck[2]
- 2016 Filmfest Hamburg[3]